# Euhesma cuneifolia
Euhesma cuneifolia är en biart som först beskrevs av Exley 1998.  Euhesma cuneifolia ingår i släktet Euhesma och familjen korttungebin. Inga underarter finns listade i Catalogue of Life.